# Фаркаш Бояї
Фаркаш Бояї (угор. Bolyai Farkas; 1775—1856; варіанти перекладу прізвища: Боляй, Бояй, Бойяї тощо) — угорський математик і поет. Свої статті німецькою підписував «Вольфганг Бояї» (Wolfgang Bolyai). Батько Яноша Бояї.

## Біографія
Фаркаш Бояї народився 9 лютого 1775 року в Боє (нині Буя, жудець Сібіу, Трансильванія, Румунія). У віці 12 років залишив кальвіністську школу й був призначений наставником 8-річного сина графа Кеменя. Це означало, що Бояї тепер став членом однієї з провідних сімей країни, і не тільки наставником, але й справжнім другом сина графа. Обоє хлопців були відправлені в реформатський (кальвіністський) колегіум у Коложварі.
Навчався у Великій Британії, а потім у Геттінгенському університеті, де він близько познайомився з Карлом Фрідріхом Гауссом.
У молодості пробував свої сили на поетичній ниві. Він написав п'ять драм, із яких найвідоміші «Павзаній» і «Симон Кімені». Крім того, переклав «Досвід про людину» Попа та інші вірші. Пізніше, однак, Бояї присвятив себе виключно науковим заняттям.
Після повернення в Трансільванію в 1802 році Фаркаш Бояї був призначений професором математики, фізики та хімії при реформатській колегії в Марош-Вашаргеї.
Фаркаш Бояї помер 20 листопада 1856 року в місті Тиргу-Муреш.

## Математичні праці
Найбільше цікавили Бояї основи геометрії та аксіома паралельности.
Його основна робота, Tentamen [Архівовано 7 березня 2019 у Wayback Machine.] (Tentamen iuventutem studiosam в елементі matheosos introducendi), була спробою побудови строгої та систематичної основи геометрії, арифметики, алгебри й аналізу. У цій роботі він дав ітеративні процедури для розв'язування рівнянь, для яких він потім довів, що вони збіжні, показавши, що вони монотонно зростають і обмежені зверху.
Згідно зі словником Брокгауза та Єфрона: «Головний його твір, „Tentamen juventutem studiosam in elementa palmariorum methodo intuitiva introducendi“ (2 т., 1832-33), містить у собі розвиток незалежної від XI аксіоми Евкліда теорії паралельних ліній. Додаток („Appendix“) до цього твору написано його сином Іоанном Б.».
Дослідження Бояї збіжності рядів включає ознаку, еквівалентну ознаці Раабе, яку він відкрив самостійно та приблизно в той самий час, що й Раабе. Інші важливі ідеї в роботах Бояї включають загальне визначення функції та визначення рівности між двома плоскими фігурами, якщо вони обидві можуть бути розділені на скінченне рівне число парних конгруентних частин.
Він спочатку відмовляв сина від вивчення неевклідової геометрії, але до 1830 року Янош переконав батька опублікувати його інноваційні думки.

## Вшанування
На честь Бояї в Угорщині випущено дві поштові марки: 1 липня 1932 року і 7 лютого 1975 року. Румунія також вшанувала Бояї, випустивши 2 серпня 1960 року поштову марку.